# Gilletianus matotomensis
Gilletianus matotomensis är en skalbaggsart som beskrevs av Ochi, Kon och Kawahara 2010. Gilletianus matotomensis ingår i släktet Gilletianus och familjen Aphodiidae. Inga underarter finns listade i Catalogue of Life.